# Paul Cuvelier
Paul Cuvelier (Lens, 22 de noviembre de 1923 - 5 de agosto de 1978) fue un historietista belga. 

## Biografía
Dibujante precoz, publicó sus primeros dibujos en Le Petit Vingtiéme (el suplemento del diario belga Le Vingtième Siècle en que aparecían las aventuras de Tintín) cuando sólo contaba siete años. Posteriormente estudió en la Academia de Bellas Artes de Mons. Inicialmente pensaba dedicarse al arte. En 1945, sin embargo, conoció a Hergé, el creador de Tintín, quien le aconsejó orientar sus grandes dotes artísticas hacia el cultivo de la historieta. Su primera obra fue Le canyon mystérieux, que firmó con el pseudónimo de Sigto. La obra fue guionizada por Olav, nombre que escondía la colaboración entre Hergé y Edgar Pierre Jacobs.
En 1946, formó parte del equipo inicial de la revista Tintín, en la que publicó, desde su primer número, la serie Corentin, que narraba las aventuras de un marinero bretón en el siglo XVIII. A lo largo de la historia de la serie, que se prolongó durante décadas, Cuvelier contó con la colaboración de varios destacados guionistas, tales como Jacques Van Melkebeke, Greg, Jacques Acar, Jean Van Hamme y Jacques Martin. Otra obra destacada de la misma época, en la que realizó también varias ilustraciones y trabajos publicitarios, es la historieta La Prodigieuse Aventure du Professeur Hyx (1948).
En 1950 abandonó el cómic para desarrollar su carrera como diseñador, escultor y pintor, para lo cual abrió un taller en la ciudad de Mons. Sin embargo, terminó por regresar al medio historietístico, primero realizando varios dibujos para la revista Tintín y otras publicaciones; después, dibujando una historieta corta (Si l'Iliade m' était contée); y, por fin, retomando a Corentin en la revista que lo había visto nacer, desde 1958. 
Desde esa fecha continuó realizando varias historietas: en colaboración con Greg firmó Flamme d'Argent y Line (en España conocida como Anna en la traducción de la revista Gaceta Junior); con Benoî y Acar Wapi; y con Jean Van Hamme, Époxy, una de las primeras obras de la historieta francobelga dirigidas al público adulto. En sus últimos años cultivó también la ilustración de tema erótico, en especial para la revista Privé.
- Datos: Q454777
- Multimedia: Paul Cuvelier / Q454777